# 강남 학원가 마약음료 사건
강남 학원가 마약음료 사건은 2023년 4월 3일~4일 간 강남 학원가에서 발생한 마약음료 제공 및 갈취 사건이다.

## 사건 개요
2023년 3월 22일 친구인 D의 제의로 보이스피싱 범죄조직에 가입한 PC방 운영자 A(26세 남)는 중국 체류 보이스피싱 총책 등과 함께 마약음료를 제조, 미성년자들로 하여금 투약하게 한 후 이를 빌미로 부모로부터 금품을 갈취하기로 공모하였다.
피고인 A는 2023년 4월 1일 D의 지시로, E가 보낸 음료용기, 포장박스 등 물품을 받고, 필로폰 공급책 C로부터 수거한 필로폰을 이용하여 마약음료를 제조했다.
2023년 4월 3일 배포자 4명을 통해 ‘집중력강화 음료’의 무료 시음 행사인것처럼 속여 피해자 ㄱOO(15세) 등 미성년자 13명에게 위 마약음료를 마시도록 하여, 영리 목적으로 필로폰을 미성년자에게 투약했다. 청소년 피해자들 중 9명은 마약음료를 복용했고, 그 중 6명은 환각 등 증상이 발현했다.
이로써 피해자 ㄱOO 등에게 환각 등 상해를 가하고, 보이스피싱 조직원들이 ㄱOO의 부모인 피해자 ㄴOO 등 6명에게 전화나 문자메시지로, 돈을 주지 않으면 미성년 자녀들을 신고하겠다고 협박하여 금품을 갈취하려고 하였으나 피해자들이 불응하여 미수에 그쳤다.

## 수사 경과
2023년 4월 7일 서울중앙지방검찰청·서울경찰청·서울시·식약처·서울세관은 마약수사 실무협의회를 개최하였으며, 2023년 4월 14일 전담수사팀이 구성되었다.
2023년 4월 17일 서울경찰청은 마약음료 제조책 A, 보이스피싱 중계기 관리책 B를 검찰에 구속 송치, 필로폰 판매 범죄사실로 이미 별건 구속된 필로폰 공급책 중국인 C를 불구속 송치하였다.
2023년 4월 26일 대검찰청 국제협력단은 중국 공안부에 공범 D, E, F 추적을 위해 관련 소재추적 자료를 제공했다.
2023년 5월 2일 검찰은 보이스피싱 조직원 모집책 40대 남성 G를 체포하였고, 2023년 5월 3일 구속영장을 청구하였다.
2023년 5월 4일 서울중앙지방검찰청은 A, B를 구속 기소, C를 불구속 기소하였다.

## 배후 조직
주범 20대 이모씨는 공동공갈 혐의 등으로 불구속 상태로 '여청단' 사건 재판을 받다가 2022년 10월 쯤 중국으로 도피했다. 한국 내 모집책 역할을 한 혐의로 구속된 또다른 이모씨도 '여청단'에서 활동했다.
여청단은 2018년 11월 7일 여성, 청소년 성매매 근절단 명칭으로 경기도에 비영리민간단체 등록을 하여 경기도지사(이재명)에게 승인을 받았으며, 예전에 쓰던 이름은 "대동단결"이다.